# Wirtschaft Afrikas
Die Wirtschaft Afrikas vollzieht sich regional, transnational und transkontinental unter und mit einer Bevölkerung von ca. 1 Milliarde Menschen in 54 verschiedenen Staaten. Afrika ist reich an mineralischen Rohstoffen und anderen natürlichen Ressourcen, dennoch ist es der Kontinent mit dem bei weitem geringsten durchschnittlichen Lebensstandard, obwohl es hierbei große regionale Unterschiede gibt. Von den 24 Ländern mit „geringer menschlicher Entwicklung“ liegen gemäß Index der menschlichen Entwicklung 22 in Afrika. Von den 14 Ländern, deren kaufkraftbereinigtes Bruttoinlandsprodukt pro Kopf 2008 weniger als 1000 US-Dollar beträgt, liegen 13 in Afrika.
Subsahara-Afrika (ohne Südafrika) ist die einzige Weltregion, in der die Armut seit 1990 zugenommen hat. Zwar ist das reale Pro-Kopf-Einkommen gestiegen, aber auch die absolute Zahl der Armen wuchs um rund 100 Millionen Menschen an. Mehr als zwei Drittel der Menschen in Subsahara-Afrika verfügen über weniger als zwei US-Dollar pro Tag.
Bei der Beurteilung dieser Zahlen ist jedoch zu beachten, dass mehr als ein Drittel der Bauern südlich der Sahara ihre Nahrung und die meisten Güter ihres Lebensunterhaltes komplett für sich selbst bzw. ihre lokalen Gemeinschaften produzieren (Subsistenzwirtschaft), so dass sie dafür kein Geld benötigen. Weitere 50 % kombinieren Selbstversorgung und Marktproduktion in kleinen Familienbetrieben mit maximal 2 ha Landbesitz. Auch die Qualität dieser Lebensweise wird leicht falsch beurteilt, wenn man die heute üblichen Wohlstandsindikatoren anwendet, da sie zu einem großen Teil mit Geldeinheiten rechnen und Subsistenzleistungen kaum erfassen können.
Die weit verbreitete Armut und die sich zunehmend verschlechternden Bedingungen für die Subsistenzwirtschaft (Verdrängung durch Großbetriebe in ertragsärmere Regionen, Entstehung neuer Abhängigkeiten, Bevölkerungsexplosion, Raubbau an den Ressourcen, Landflucht, soziale Umwälzungen u. Ä.) wirken sich vor allem auf die Ernährungs- und Gesundheitslage negativ aus. Mehr als ein Fünftel der Menschen in der Region südlich der Sahara gelten als unterernährt. Die durchschnittliche Lebenserwartung beträgt lediglich 61 Jahre (2017), fast 40 % der Bevölkerung leben noch immer ohne ausreichende Wasserversorgung, fast 70 % ohne angemessene Sanitärversorgung. Hinzu kommen die gravierenden Auswirkungen der Immunschwächekrankheit AIDS und anderer Infektionskrankheiten wie Malaria und Tuberkulose. Darüber hinaus erschweren Gewalt, Korruption und politische Instabilität eine wirtschaftliche Entwicklung. Seit mehreren Jahrzehnten existieren die unterschiedlichsten Verbesserungsvorschläge, von wenigen Ausnahmen abgesehen ist deren Erfolg bis heute bescheiden.
Dennoch hat die Region im ersten Jahrzehnt des 21. Jahrhunderts die längste Wachstumsperiode seit den 1960er Jahren erlebt. Die Krisen der Weltwirtschaft seit dem Jahr 2007 haben über verschiedene Kanäle Rückwirkungen auf Afrikas Wirtschaft. Die einzelnen Länder sind allerdings unterschiedlich stark betroffen. Einzelne Länder sind im Aufbruch: weniger Konflikte, mehr demokratische Wahlen, mehr friedliche Machtwechsel. Die Wirtschaft entwickelt sich. Die durchschnittliche Wachstumsrate lag bei fast 6 %, mehrere afrikanische Länder gehören zu den weltweit am schnellsten wachsenden Volkswirtschaften (siehe auch: Next Eleven). Auch die globale Finanz- und Wirtschaftskrise sorgte nur für eine kurzfristige Abschwächung des Wachstums in Subsahara-Afrika. Nach Angaben der Weltbank lag es im Jahr 2010 bei 5,1 %.

## Wirtschaftskraft und Potenzial der Regionen

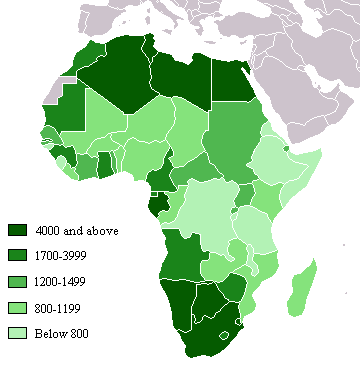
Bruttoinlandsprodukt pro Kopf in US-Dollar (Studie der Weltbank, 2002)

Hinsichtlich der Entwicklung der Wirtschaft bestehen beträchtliche Unterschiede zwischen den einzelnen Ländern Afrikas sowie auch innerhalb der Staaten. Die städtischen Regionen, insbesondere die Hauptstädte, sind oftmals wesentlich besser entwickelt als die meist dünn besiedelten, ländlichen Gebiete. Des Weiteren besteht in Afrika häufig eine sehr große soziale Ungleichheit zwischen einer kleinen, reichen Oberschicht und der Bevölkerungsmehrheit. Solche Strukturen sind vor allem durch die Kolonisierung und den daraus folgenden Kulturwandel von den traditionellen Gesellschaftsformen hin zu europäisch geprägten Werten und Normen entstanden.
Die wohlhabendsten Länder befinden sich nördlich der Sahara und im Süden des Kontinents. Nordafrika war lange Zeit eng mit der Wirtschaft Europas und der des Nahen Ostens verbunden. Im Süden befinden sich mit Südafrika und Botswana die höchstentwickelten Staaten des Kontinents, deren wirtschaftliche Stärke auch die Nachbarstaaten beeinflusst. In Angola, Gabun und Äquatorialguinea begünstigt der Ölreichtum die wirtschaftliche Entwicklung der Länder. Prekär hingegen ist die Lage insbesondere in Niger, Tschad, der Zentralafrikanischen Republik und der Demokratischen Republik Kongo in Zentralafrika sowie in Somalia am Horn Afrikas.
Von besonderer Bedeutung für die wirtschaftliche Entwicklung in Subsahara-Afrika ist das andauernd hohe Bevölkerungswachstum. Es betrug zwischen 1960 und 2000 im Mittel 3 %, gleichzeitig wuchs die Wirtschaft im Mittel nur um 2 %. Dies hatte zur Folge, dass das Bruttoinlandsprodukt pro Kopf der afrikanischen Staaten ohne Südafrika von 525 US-Dollar 1970 auf 336 US-Dollar im Jahr 1997 fiel. Schließt man das wirtschaftlich unverhältnismäßig starke Südafrika aus, so stieg das BIP pro Kopf zwischen 1960 und 2004 zwar von 425 auf 536 US-Dollar, gleichzeitig fiel das kaufkraftbereinigte BIP pro Kopf von 1922 US-Dollar 1975 auf 1811 US-Dollar 2004. Dank einer Beschleunigung des wirtschaftlichen Wachstums im frühen 21. Jahrhunderts stieg das kaufkraftbereinigte BIP pro Kopf danach bis 2018 auf 3969 US-Dollar.
Seit Mitte der 1990er Jahre erlebt Afrika erstmals seit 1960 wieder zunehmendes Wirtschaftswachstum. Die Gründe hierfür sind vielfältig. In erster Linie tragen erneut gestiegene Rohstoffpreise und erhöhte ausländische Direktinvestitionen, vor allem aus der Volksrepublik China, dazu bei. Auch die seit etwa 1990 auch in Afrika stattfindende Demokratisierung und eine damit verbundene bessere Regierungsführung tragen zur Verbesserung bei, ebenso die Beendigung zahlreicher Bürgerkriege sowie ein weitreichender Schuldenerlass. 2004 betrug das Wirtschaftswachstum in Afrika 5,1 %, im ersten Jahrzehnt des 21. Jahrhunderts lag die durchschnittliche Wachstumsrate bei fast 6 %, was jedoch immer noch unter dem anderer Wachstumsregionen wie Ostasien oder Lateinamerika liegt. Mehrere afrikanische Länder gehören zu den weltweit am schnellsten wachsenden Volkswirtschaften.
Gemäß einer Studie des Berlin-Instituts für Bevölkerung und Entwicklung haben folgende zehn Küstenländer das größte Potenzial: im Süden Südafrika und Namibia, im Norden Marokko, Tunesien und Ägypten. Dazu noch Senegal, Gambia, Ghana, Gabun und Mauritius. Nigeria mit 170 Millionen Einwohnern und einem BIP von umgerechnet gut 372 Milliarden Euro im Jahr 2013 hat inzwischen Südafrika mit einem BIP von knapp 229 Milliarden Euro als größte Volkswirtschaft auf dem Kontinent abgelöst. Doch wirkten sich die politische Instabilität und die schlechten Lebensbedingungen negativ aus. Kenia habe zwar eine expandierende Wirtschaft, die mehr und mehr ausländische Unternehmen anlockt, doch schaffe es das Land nicht, die wachsende Bevölkerung zu ernähren und medizinisch zu versorgen.
| Jahr | Bruttoinlandsprodukt in $ in Mio. | Bruttoinlandsprodukt in $ (KKP) in Mio. | Bruttoinlandsprodukt in $ pro Kopf | Bruttoinlandsprodukt in $ pro Kopf (KKP) | Anteil an Welt-BIP in $ (in Prozent) | Prozent des weltweiten BIP pro Kopf in $ (KKP) |
| ---- | --------------------------------- | --------------------------------------- | ---------------------------------- | ---------------------------------------- | ------------------------------------ | ---------------------------------------------- |
| 1960 | 29.974                            | ...                                     | 132                                | ...                                      | 2,19 %                               | ...                                            |
| 1970 | 64.569                            | ...                                     | 222                                | ...                                      | 2,18 %                               | ...                                            |
| 1980 | 272.116                           | ...                                     | 709                                | ...                                      | 2,43 %                               | ...                                            |
| 1990 | 336.946                           | 874.207                                 | 661                                | 1.716                                    | 1,49 %                               | 31,23 %                                        |
| 2000 | 396.811                           | 1.318.697                               | 596                                | 1.982                                    | 1,18 %                               | 24,83 %                                        |
| 2010 | 1.369.735                         | 2.800.320                               | 1.576                              | 3.222                                    | 2,07 %                               | 25,03 %                                        |
| 2018 | 1.699.462                         | 4.279.448                               | 1.574                              | 3.969                                    | 1,98 %                               | 22,16 %                                        |

## Geschichte

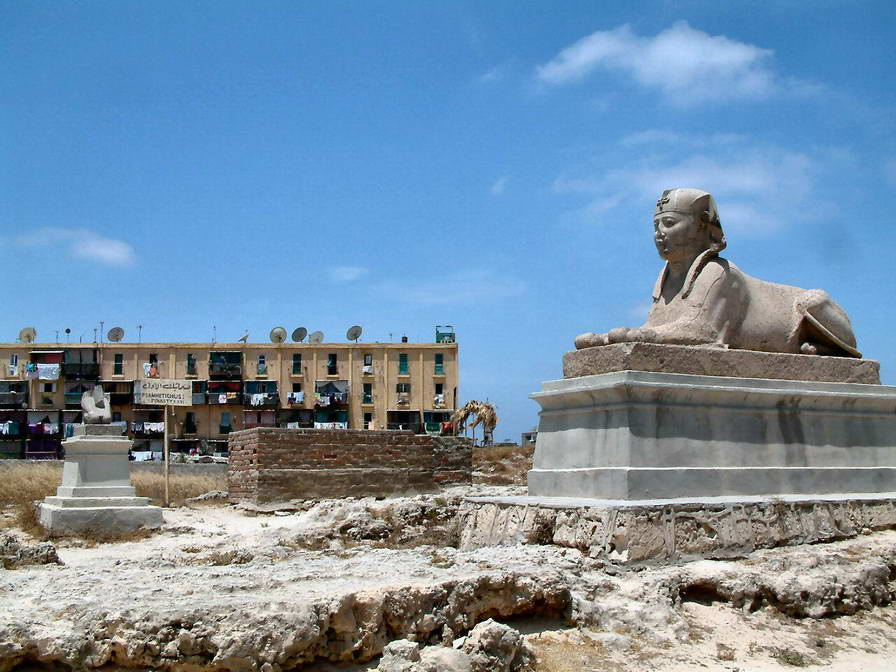
Alexandria, Sphinx aus Rosengranit, ptolemäisch

### Frühzeit
Nordafrika, insbesondere Ägypten, ist eine der Wiegen der menschlichen Zivilisation. Vor dem Aufstieg des Römischen Reiches war das antike Ägypten die fortschrittlichste Zivilisation der Menschheit. Der von Alexander dem Großen 331 v. Chr. gegründete Hafen von Alexandria war für Jahrhunderte der Mittelpunkt des Handels im gesamten Mittelmeerraum.

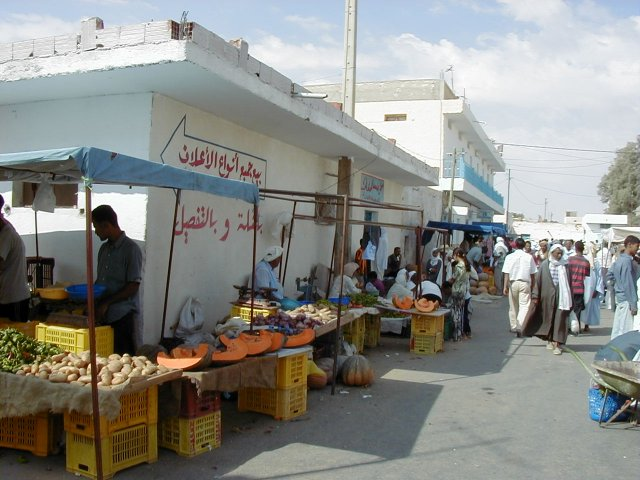
Markt von Douz (Tunesien). Einst ein Handelspunkt für Karawanen durch die Sahara und heute ein Anziehungspunkt für westliche Touristen.

Südlich der Sahara verlief die Entwicklung anders. Die Wüste Sahara bildete trotz einzelner, seit der Antike bekannter Transsahararouten eine natürliche Barriere im Handel zwischen Nordafrika und Subsahara-Afrika, sodass die kulturelle und wirtschaftliche Entwicklung der Regionen südlich der Sahara anders verlief. Nur von der Region am Horn von Afrika (Nubien, Äthiopien, Somalia) bestanden intensivere Kontakte zum Mittelmeerraum, wodurch sich diese Region bis heute kulturell vom übrigen Afrika unterscheidet.
Im ersten Jahrtausend n. Chr. war das Königreich von Aksum die bedeutendste Handelsmacht an der Ostküste Afrikas. Das Königreich von Aksum unterhielt eine starke Flotte und hatte Handelsbeziehungen vom byzantinischen Reich bis nach Indien. In dieser Zeit entstanden eine Reihe mächtiger und ausgedehnter Reiche in der westlichen Sahelzone wie das Reich von Ghana, Kanem-Bornu oder später Mali. Es bestand ein florierender Karawanenhandel mit dem muslimischen Nordafrika, Haupthandelsgüter waren Salz, Stoffe und Waffen, die gegen Gold und Sklaven aus Subsahara-Afrika getauscht wurden. Die Araber spielten auch eine bedeutende Rolle beim Aufbau eines florierenden maritimen Handels entlang der Ostküste des afrikanischen Kontinentes, der im Süden bis Kilwa Kisiwani reichte. Die Swahili profitierten vor allem durch den Handel mit Elfenbein und Sklaven, die bis nach Indien exportiert wurden.
In der dicht besiedelten und landwirtschaftlich gut entwickelten Region um die großen Seen Afrikas entwickelten sich zentralisierte, staatlich organisierte Gesellschaften. Im südlichen Afrika gab es keine größeren Staaten, eine bemerkenswerte Ausnahme war lediglich das Munhumutapa-Reich im heutigen Simbabwe.

### Seehandel mit Europa
Ab dem 15. Jahrhundert umgingen die portugiesischen Händler den Saharahandel auf dem Seeweg und betrieben Handel an den Küsten Westafrikas. Jahrzehnte nach den Portugiesen folgten andere europäische Staaten und schufen mit ihrem Handel die Grundlage für das Entstehen weiterer Staaten, wie etwa den Königreichen von Benin, Dahomey und Ashanti, ebenfalls entstanden lose Zusammenschlüsse einzelner Stadtstaaten. Rückgrat der Wirtschaft war der Sklavenhandel, welcher nach der Abschaffung der Sklaverei in Amerika im 19. Jahrhundert endete.

### Kolonialismus
In der Frühzeit des europäischen Kolonialismus in Afrika herrschte in wirtschaftlichen Belangen eine Art von Laissez-faire-Stil vor. Man vertrat die Ansicht, dass die Kolonien durch europäische Siedler und Firmen wirtschaftlich aufgebaut werden würden. Die Kolonialmächte müssten lediglich optimale Rahmenbedingungen schaffen, ohne zusätzliche Finanzhilfen zu leisten. Dies geschah aber, falls überhaupt, nur in wenigen Regionen. Die afrikanischen Kolonien erzielten zwischen den 1890er und 1920er Jahren kaum ein nennenswertes Wirtschaftswachstum. Von da an wurde deutlich, dass eine wirtschaftliche Entwicklung nach europäischem Vorbild ohne Unterstützung seitens der Mutterländer kaum möglich war. Mit dem Aufkommen des Keynesianismus in den 1930er Jahren wurden Projekte zum wirtschaftlichen Aufbau der Kolonien durchgeführt. Die Weltwirtschaftskrise, der Zweite Weltkrieg und die Kosten des Wiederaufbaus in Europa verhinderten jedoch, dass die Entwicklungsprojekte in größerem Umfang weitergeführt wurden.
In den 1950er Jahren wuchsen die afrikanischen Kolonien über ihr Vorkriegsniveau. Der Grund dafür war vor allem die Nachfrage nach Rohstoffen (und daraus resultierend hohe Preise) in den Industrieländern, zunächst verursacht durch den Wiederaufbau und anschließend durch das weltweit hohe Wirtschaftswachstum zur Zeit des Wirtschaftswunders.

### Unabhängigkeit
Nachdem ab 1960 die meisten afrikanischen Kolonien ihre Unabhängigkeit erlangt hatten, ging man davon aus, dass das bisherige hohe Wachstum anhalten würde. Die Erwartungen wurden jedoch nicht erfüllt. Zwar erzielten die meisten Länder weiterhin ein respektables Wirtschaftswachstum, dies ging aber meist mit einer immer weiter steigenden Staatsverschuldung einher. Hinzu kamen Misswirtschaft und Korruption innerhalb der neuen Regierungen, außerdem zahlreiche, häufig von den Supermächten USA und UdSSR geschürte und mit Waffenlieferungen unterstützte Bürgerkriege.
Ab den 1970er Jahren wurde Afrika schwer vom Verfall der Rohstoffpreise getroffen. Aufgrund der steigenden Ölpreise schwächelte die Konjunktur weltweit. In den nachfolgenden Jahrzehnten fiel Afrika, trotz weiterhin andauerndem, wenn auch niedrigem Wachstum, in wirtschaftlichen Belangen immer weiter hinter andere Weltregionen zurück. Die Auslandsverschuldung stieg von 6,9 Mrd. US-Dollar 1970 auf 218 Mrd. US-Dollar 2004.

### Globalisierung
Die mit der Entkolonisierung verbundenen Hoffnungen der Menschen auf ein besseres Leben wurden in den meisten subsaharischen Ländern enttäuscht. Es kam ganz im Gegenteil zu diversen ökonomischen Krisen. Populäre Erklärungen führen das Scheitern der „Entwicklung“-modelle und -bemühungen auf die mangelnde Fähigkeit der afrikanischen Gesellschaften zurück, kapitalistisch-marktwirtschaftliche Strukturen und funktionierende Staatswesen nach westlichem Vorbild zu installieren.
Frederick Cooper stellt einer solchen „westlichen“ Sichtweise jedoch entgegen, dass die Ursache beim erfolgreichen Widerstand der Afrikaner gegen die Logik von Ausbeutung und Akkumulation zurückzuführen ist. Seine historische Studie belegt, dass die Komplexität der sozialen Beziehungen in Afrika es besonders schwer machten, die für den Kapitalismus typische systematische Ausbeutung konsequent umzusetzen. Coopers Einschätzung von 1994 gilt nach wie vor; auch seit dem durch Chinas Wachstum ausgelösten Rohstoffboom auf dem afrikanischen Kontinent.

## Wirtschaftszweige

### Landwirtschaft

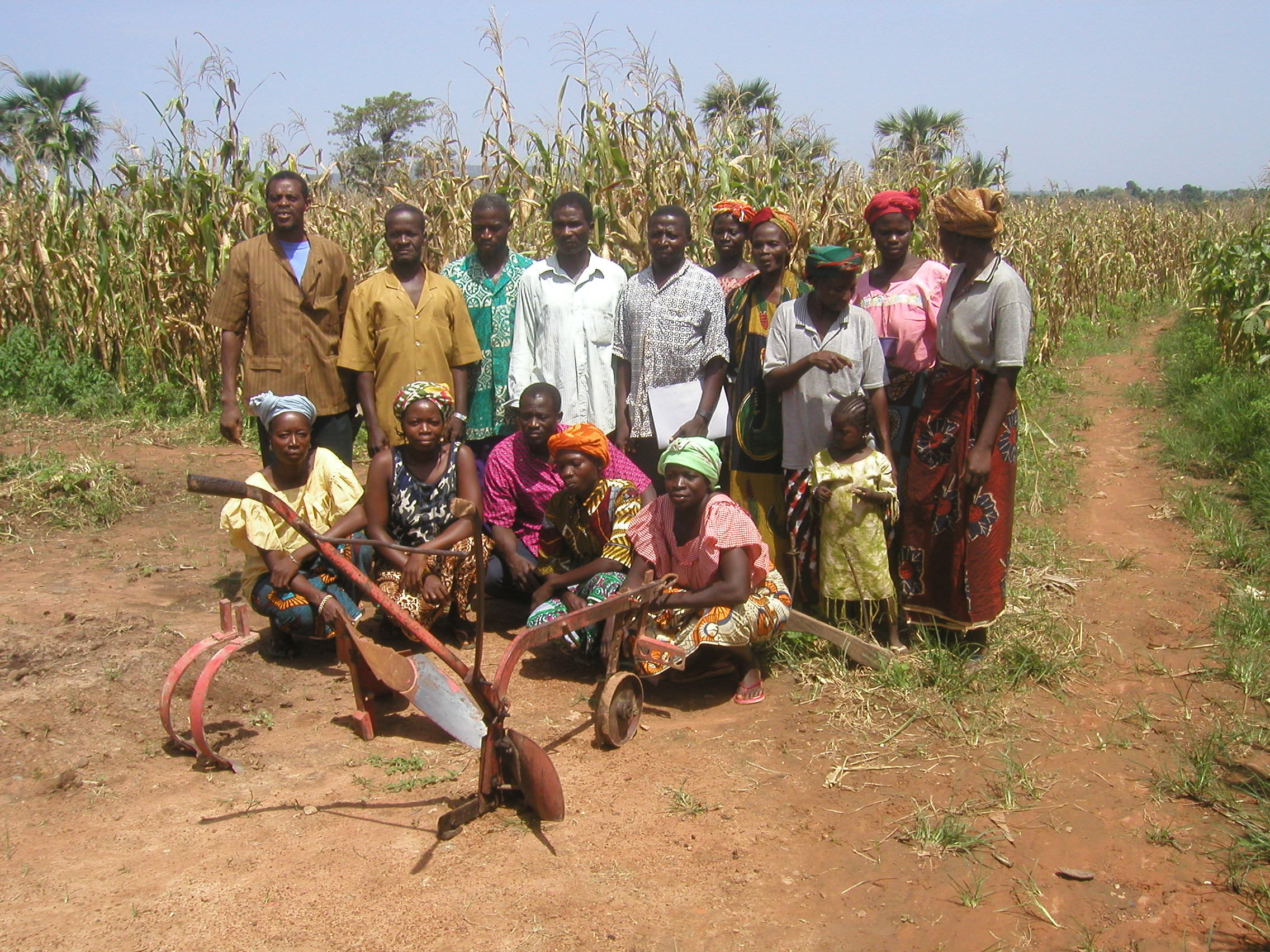
Bauern in Burkina Faso

Kein anderer Kontinent ist wirtschaftlich so von der Landwirtschaft abhängig wie Afrika: Über 60 % aller erwerbstätigen Afrikaner arbeiten in der Landwirtschaft, mehr als drei Fünftel aller Landwirte betreiben nur Subsistenzwirtschaft, d. h. die von ihnen bewirtschafteten Betriebe sind so klein, dass nur ein geringer Anteil der Ernte bzw. gar nichts verkauft werden kann. Diese traditionellen Wirtschaftsformen bieten nur dort noch ein Auskommen, wo der soziale Wandel durch den Einfluss der westlichen Welt die Bevölkerungsstrukturen erst geringfügig verändert hat und wo die natürlichen Ökosysteme weitgehend intakt sind. Da solche Bedingungen immer seltener zutreffen, reicht die reine Subsistenzproduktion meistens nicht mehr aus, um den Lebensunterhalt der Menschen ausreichend zu sichern.
Es gibt zwar eine nennenswerte Zahl großer marktwirtschaftlich orientierter Farmen in vielen Teilen Afrikas, die Kaffee, Baumwolle, Kakao oder Kautschuk anbauen; sie befinden sich aber meist im Besitz von Europäern und beschäftigen hauptsächlich Tagelöhner. Der Anbau von Feldfrüchten für den Export ist oft kritisiert worden, weil zeitgleich Millionen von Afrikanern unterernährt sind.
Ebenso kritisiert wird die Praxis der EU und der USA, ihre eigenen Landwirte so hoch zu subventionieren, dass dort eine Überproduktion z. B. von Milch und Getreide zustande kommt. Diese Überproduktion drückt die Weltmarktpreise so stark, dass afrikanische Landwirte nicht konkurrenzfähig sind. Importierte Nahrungsmittel sind auf afrikanischen Märkten oft wesentlich billiger als einheimische Produkte. Die dortigen Landwirte können deshalb nur solche Nutzpflanzen kultivieren, die in anderen Klimazonen nicht gedeihen. Dadurch beschränkt sich Afrikas Landwirtschaft (neben der Selbstversorgung) auf einige wenige exportfähige Produkte, die oft auch starken Preisschwankungen unterliegen.

### Bodenschätze

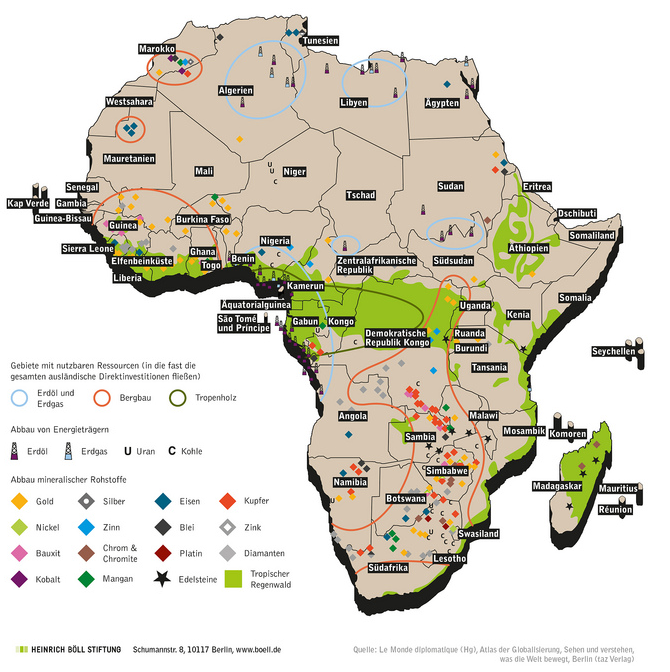
Rohstoffvorkommen auf dem afrikanischen Kontinent, 2009

Der Bergbau auf mineralische Rohstoffe und die Erdölförderung sind mit Abstand die wichtigsten Exportsektoren Afrikas, diese Bodenschätze sind aber höchst ungleich verteilt. Im Süden und im Westen des Kontinents liegen bedeutende Vorkommen an Kupfer (Demokratische Republik Kongo, Sambia) sowie von Gold und Diamanten (Angola, Botswana, Liberia, Sierra Leone, Simbabwe, Südafrika). Zunehmende Bedeutung hat auch die Erdölförderung: Neben Libyen und Algerien im Norden sind vor allem Nigeria und Gabun bedeutende Erdölexporteure, in neuerer Zeit wurden auch vor den Küsten Angolas und Äquatorialguineas sowie im Südsudan und im Tschad Ölfelder erschlossen.

### Industrie und Handwerk
Afrika ist der am wenigsten industrialisierte Kontinent; nur Südafrika, Simbabwe und Mauritius haben eine nennenswerte Fertigung. Trotz vieler billiger Arbeitskräfte vor Ort wird ein Großteil der Rohstoffe zur Weiterverarbeitung exportiert. Die Industrieproduktion macht nur etwa ein Drittel des BIP aus, dieser Wert ist seit den 1960er Jahren praktisch nicht gestiegen.
Internationale Großkonzerne benötigen stabile politische Verhältnisse, eine gute Verkehrsinfrastruktur, eine zuverlässige Energieversorgung sowie ausreichend ausgebildete und motivierte Arbeitskräfte, um Investitionen tätigen zu können. All diese Standortfaktoren sind in Afrika aber nur selten gegeben.
Zudem gab es in vielen afrikanischen Staaten Versuche ausländische Investitionen zu begrenzen um den ausländischen Einfluss im Land gering zu halten. Strenge staatliche Reglementierungen schreckten zahlreiche Investoren ab, Versuche eine eigene Industrie aufzubauen scheiterten aber oft an fehlenden finanziellen Mitteln, einem Mangel an Technologie, der schlechten Ausbildung der Arbeitskräfte ebenso wie an fehlenden lokalen Märkten und langen Transportwegen.

### Finanzsektor

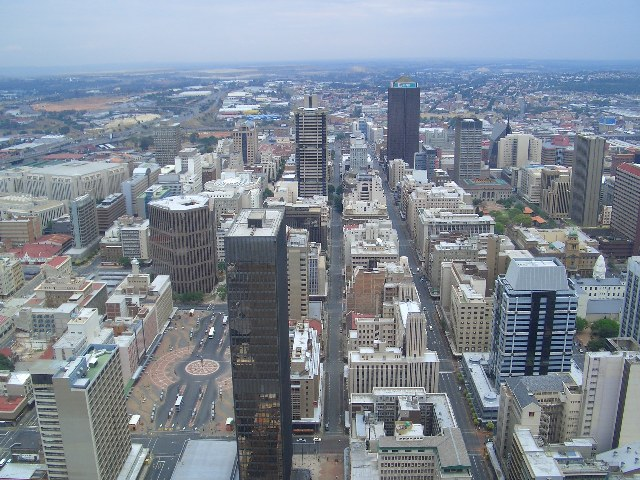
Das Geschäftsviertel von Johannesburg

In weiten Teilen Afrikas sind lokale Banken tonangebend, diese sind meist korrupt und instabil, weshalb sich Regierungen und Industrien vor allem auf internationale Banken verlassen. Lediglich Südafrika mit seinem florierenden Bankensektor bildet hier eine Ausnahme: Internationale Sanktionen aufgrund der Apartheidspolitik erzwangen den Abzug der britischen Banken, die dort bis dahin dominiert hatten.
In den ersten Jahren der Unabhängigkeit regulierten die meisten afrikanischen Regierungen ihren Bankensektor sehr restriktiv und schränkten deren internationale Wettbewerbsfähigkeit stark ein. Sowohl der Internationale Währungsfonds wie auch die Weltbank sahen daraufhin eine ihrer Hauptaufgaben darin, dies zu ändern, und konnten auch tatsächlich einige signifikante Änderungen herbeiführen. Besonders wichtig hierbei war es zu erreichen, dass auch ausländische Banken in den jeweiligen Ländern Fuß fassen konnten.
Investitionen in Afrika sind bis heute schwierig, selbst afrikanische Investoren tendieren dazu, Kapital außerhalb des Kontinents einzusetzen. Seit der Jahrtausendwende nehmen jedoch die Investitionen vor allem aus China, aber auch aus Indien stark zu, was auch in den USA und in Europa Aufmerksamkeit erregt. Ebenso stellen Rücküberweisungen der afrikanischen Diaspora einen nennenswerten Wirtschaftsfaktor dar.

## Ursachen der wirtschaftlichen Unterentwicklung
Die Ursachen der strukturellen marktwirtschaftlichen Unterentwicklung in Afrika sind für die meisten modernen ökonomischen Theorien nur schwierig zu erfassen und verursachen bis heute heftigste Debatten. Es ist schwierig festzustellen, was die Ursache und was die Wirkung der Armut ist. So können Bürgerkriege, mangelnde politische Stabilität, Korruption und schlechte Regierungsführung sowohl als Ursache wie auch als Wirkung der anhaltenden wirtschaftlichen Probleme gesehen werden.

### Reichtum an natürlichen Ressourcen
Natürliche Ressourcen sind für die Wirtschaft eines Landes häufig von Nachteil. Dieses paradox erscheinende Phänomen wird Ressourcenfluch genannt.

### Geographie und Verkehrsinfrastruktur

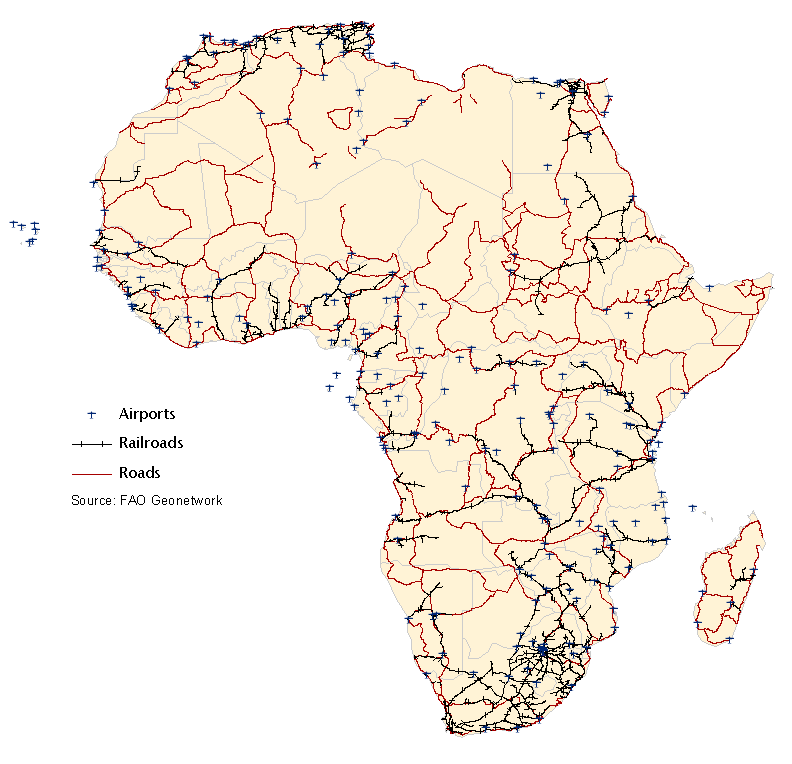
Verkehrsinfrastruktur in Afrika

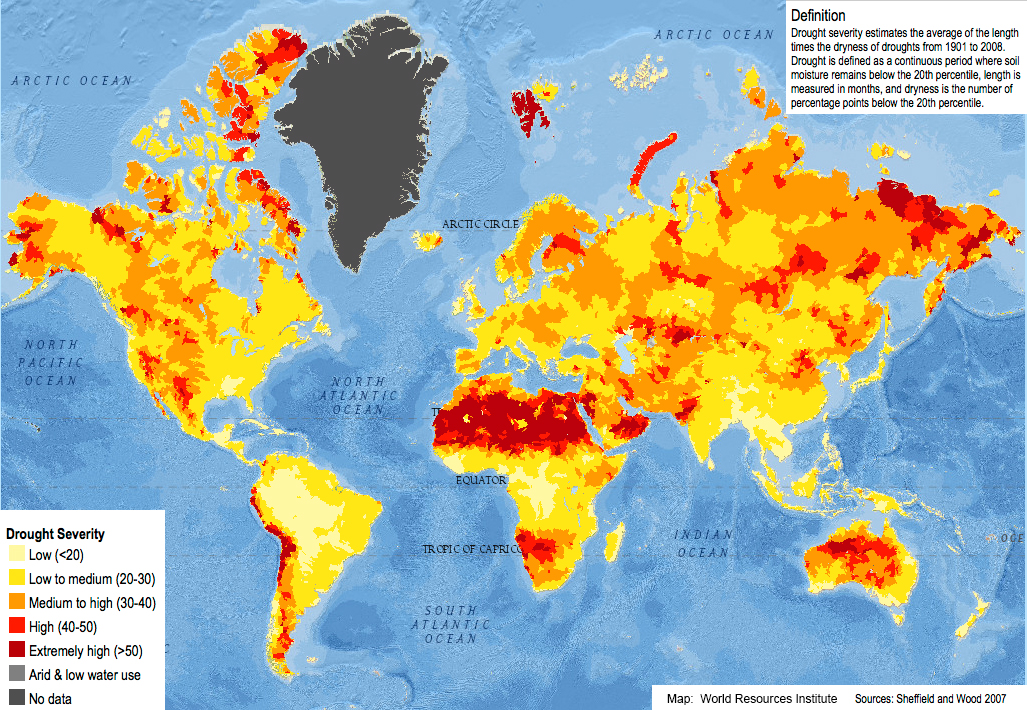
Schwere von Dürren von 1901 bis 2008

Afrikas Geographie ist dem Warenverkehr sehr hinderlich und erschwert Handel und Wirtschaft. Afrika hat wegen seiner kompakten Form ein niedriges Verhältnis von Küstenlänge zur Fläche, was nachteilig für die Erschließung für den kostengünstigen Seehandel ist. Afrika hat die meisten Entwicklungsländer ohne Meereszugang (16). Im Westen und im Zentrum des Kontinents erschweren schlecht erschlossene Regenwaldgebiete den Verkehr, ähnliches gilt für die Wüste Sahara. Zwar verfügt Afrika mit den Flüssen Nil, Niger, Kongo, Sambesi oder Oranje über eine Reihe großer Wasserläufe, diese sind jedoch im Gegensatz zu Europa nicht durch Kanäle miteinander verbunden. Die Schiffbarkeit der Flüsse ist durch Stromschnellen, Wasserfälle, Staudämme, Sandbänke und unzureichende Wassertiefe, besonders während der Trockenzeit, stark eingeschränkt.
Siehe auch: Geodeterminismus

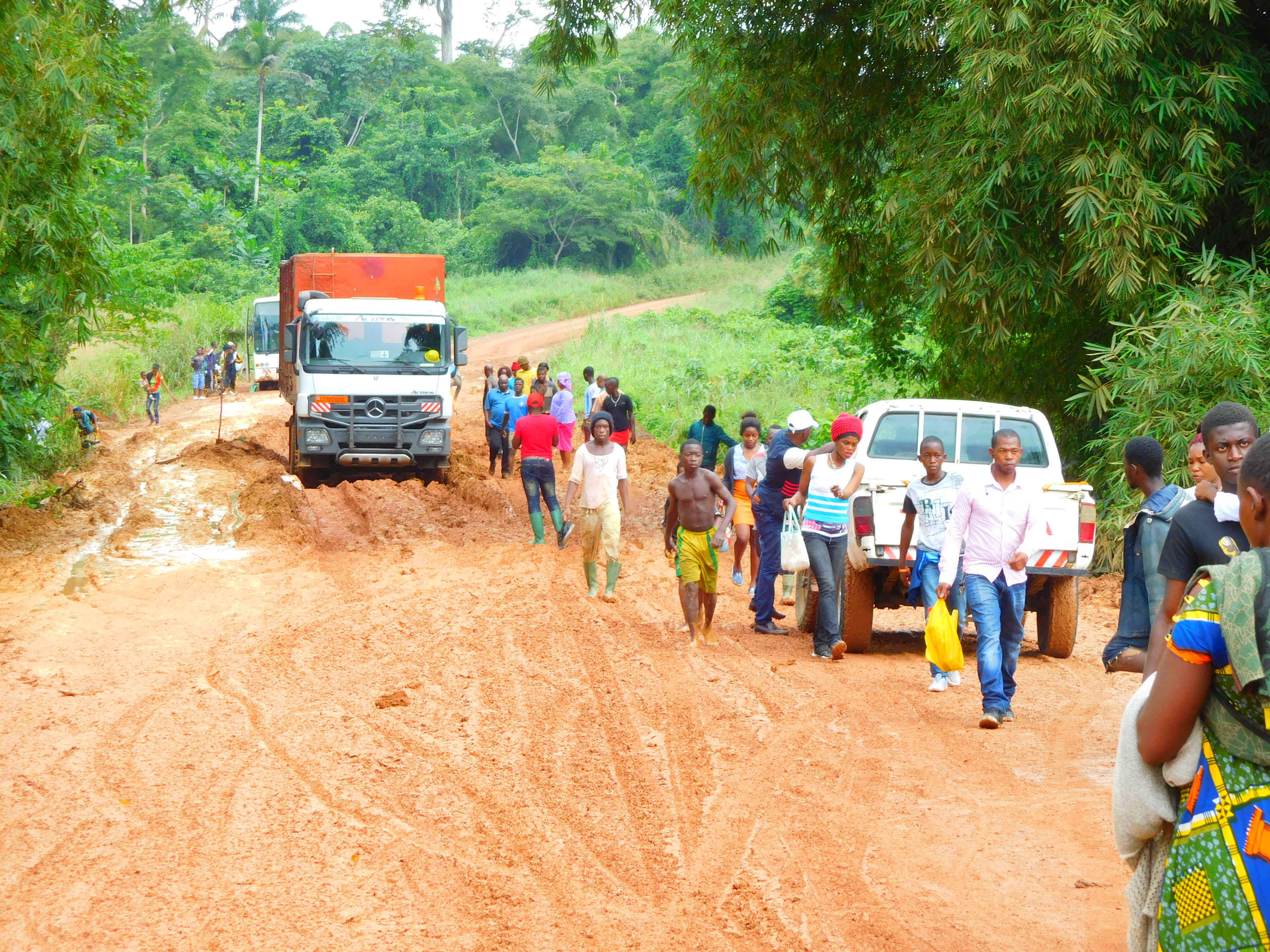
Nationalstraße 3 während der Regenzeit

Die heute bestehende Verkehrsinfrastruktur beruht größtenteils noch auf den in der Kolonialzeit erbauten Routen und ist entsprechend an den damaligen Anforderungen ausgerichtet. Wichtige Verkehrswege verlaufen von den Rohstoffvorkommen im Landesinneren zu den Exporthäfen an den Küsten, Verkehrswege ins Hinterland sind nur in geringem Maße vorhanden. Dies erschwert sowohl den innerafrikanischen Handel wie auch den Export aus den in Afrika besonders zahlreichen Staaten ohne Zugang zum Meer. Einige der bestehenden Verkehrswege für den motorisierten Verkehr sind zudem oft in einem schlechten Zustand. Nur ein geringer Anteil ist asphaltiert, weshalb viele Straßen während der Regenzeit schlecht oder unbefahrbar sind.

### Erbe des Kolonialismus

Diese Karte zeigt die europäischen Ansprüche im Jahr 1914
Belgien
Deutschland
Frankreich
Großbritannien
Italien
Portugal
Spanien

#### Ausrichtung auf Rohstoffexport
Es ist umstritten, inwieweit der europäische Kolonialismus sich auf die spätere wirtschaftliche Entwicklung auswirkte bzw. sich noch heute auswirkt.
Einerseits wird argumentiert, dass die meisten afrikanischen Staaten während der Kolonialzeit besser entwickelt waren als heute. So erreichten die meisten Länder ihren größten relativen Wohlstand kurz vor der Unabhängigkeit, also um das Jahr 1960, seitdem liegt das Niveau der meisten Staaten immer noch darunter. Dies wird als Beweis gesehen, dass die Kolonialzeit positiv zu bewerten sei.
Gegner argumentieren damit, dass in dieser Epoche viele der Ursachen für die heutige Situation liegen, manche Autoren, wie etwa Walter Rodney, sehen die Kolonialpolitik als direkte Ursache für Afrikas heutige Probleme. Der relative Wohlstand dieser Zeit wurde vor allem durch den Export von Rohstoffen erreicht. Nord- und Westafrika wurden zum Produzenten von Baumwolle, im Gebiet um die großen Seen wurde Kaffee angebaut und an den Küsten Westafrikas Kakao. Die einseitige Ausrichtung der jeweiligen Volkswirtschaften auf einige wenige Waren wirkte sich bald nachteilig aus: Die Monokulturen machten diese Gebiete besonders anfällig für Preisschwankungen und erschwerten die wirtschaftliche Planung.
Ein Zusammenhang zwischen der Wirtschaftsweise der Kolonialzeit und der heutigen Situation ist durchaus erkennbar. Dies wird vor allem am Beispiel der Demokratischen Republik Kongo deutlich: Belgisch-Kongo wurde auch nach der anfänglichen Schreckensherrschaft durch König Leopold II. wirtschaftlich ausgebeutet, der unvorbereitete und überstürzte Rückzug der Belgier 1960 verschlimmerte die Situation zusätzlich. Bis heute zählt das Land zu den ärmsten Gebieten der Welt. Südrhodesien, das heutige Simbabwe, galt vor der Unabhängigkeit als „Kornkammer Afrikas“ und hatte wegen einer hohen Alphabetisierungsrate und gut ausgebauter Infrastruktur relativ gute Bedingungen für eine erfolgreiche weitere Entwicklung, die in den nachfolgenden Jahren unter Robert Mugabe jedoch mehr und mehr verspielt wurde.
Gebiete unter französischer Verwaltung können bessere wirtschaftliche Ergebnisse vorweisen, ehemalige britische Kolonien sind die wirtschaftlich erfolgreichsten Staaten Afrikas, wobei die Briten früher als andere Kolonialmächte die Unabhängigkeit vorbereiteten und mit der Ausbildung lokaler Eliten begannen. Ob der Außenhandel Afrika mehr geschadet als genützt hat, ist unter Wissenschaftlern umstritten. Die Terms of Trade verschlechterten sich für Afrika lange Zeit, da die Kosten für Technologieimporte aus Industrieländern stiegen, die Erlöse für Rohstoffexporte hingegen fielen.

#### Grenzziehung
In der Hochphase des europäischen Imperialismus im späten 19. Jahrhundert wurden nach der Berliner Kongo-Konferenz Grenzen zwischen neu geschaffenen Kolonialgebieten festgelegt. Diese richteten sich meist an Längengraden und Breitengraden oder natürlichen Gegebenheiten wie Flüssen aus und nahmen keine Rücksicht auf die bestehenden landwirtschaftlichen, sprachlichen, religiösen oder stammesgeschichtlichen Grenzen. In manchen Fällen wurden so ganze Bevölkerungszentren von ihren Nahrungsquellen oder ihren natürlichen Ressourcen abgeschnitten. Fast alle afrikanischen Staaten wurden dann innerhalb dieser künstlichen Grenzen gegründet. Dies hat zur Folge, dass zahlreiche, mitunter verfeindete Völker in einem Staat zusammenleben, andere Völker wiederum auf mehrere Staaten verteilt sind. Dies und die Tatsache, dass es in vorkolonialen Afrika meist keinen mit Europa vergleichbaren Begriff eines „Volkes“ oder einer „Nation“ gab, erschwert bis heute Bildung von Nationalstaaten und ist einer Grundlagen für die häufigen innerstaatlichen Konflikte und Bürgerkriege.
Allerdings sind die wenigen Staaten, die nicht kolonialisiert wurden bzw. schon vor der Kolonialzeit bestanden, heute keineswegs erfolgreicher (meist sogar noch schlechter entwickelt) als die restlichen Länder, sodass der Einfluss der Grenzziehung nicht überbewertet werden sollte.
Afrika ist der Kontinent mit den meisten Staaten. Viele davon sind relativ klein, sodass wirtschaftliche Entwicklung internationale Kooperationen benötigt. Zu deren Förderung sind in den vergangenen Jahrzehnten eine ganze Reihe lokaler Organisationen entstanden: Die Westafrikanische Wirtschaftsgemeinschaft (ECOWAS), die Ostafrikanische Gemeinschaft (EAC), die Südafrikanische Entwicklungsgemeinschaft (SADC) oder die Zentralafrikanische Wirtschaftsgemeinschaft (ECCAS).

### Kriege

Aktuelle bewaffnete Konflikte
Konflikte mit 10.000 und mehr Todesfällen pro Jahr
Konflikte mit 1.000 bis 9.999 Todesfällen pro Jahr
Konflikte mit 100 bis 999 Todesfällen pro Jahr
Konflikte mit 10 bis 99 Todesfällen pro Jahr

In vielen Ländern Afrikas kam es nach der Erlangung ihrer Unabhängigkeit zu Kriegen und Bürgerkriegen. Dies trug nicht zuletzt auch zur Armut des Kontinents bei, da die Regierungen ihre spärlichen Mittel für Kriegsführung einsetzten. Vom wirtschaftlichen Standpunkt aus wurden durch die Kriegsführung Investoren abgeschreckt, Infrastrukturen zerstört und bleibende Animositäten geschaffen.
Viele dieser Konflikte hatten ihren Ursprung im Kalten Krieg. Beide Militärblöcke versuchten durch großzügige Unterstützung ihre eigenen Interessensphären in Schwung zu bringen. Aber die so erhaltenen Mittel hatten einen fragwürdigen Effekt: da so viel Geld verfügbar war, wurden massenhaft Waffen gekauft, und die Geberländer tolerierten die Korruption, die sich in Afrika ausbreitete. Auch nutzten die Supermächte Afrika als Bühne für ihre Interessen und Machtkämpfe. Im Rahmen sogenannter Stellvertreterkriege unterstützen beide Militärblöcke jeden Aufstand oder Separationsbewegung, die ihnen geeignet erschien, um ihren Einfluss zu sichern.
Nahezu alle entwickelten Länder haben ihre Unterstützung seit dem Ende des Kalten Krieges zurückgefahren, und obwohl vielfach die Hoffnung bestand, dass so die Gewalttätigkeiten in Afrika abnehmen würden, war dies nur teilweise der Fall. Bürgerkriege grassierten etwa in Somalia, Sudan, Liberia, Sierra Leone, der Elfenbeinküste und Guinea-Bissau. Afrika blieb auch nicht von zwischenstaatlichen Kriegen verschont: die Demokratische Republik Kongo und deren Nachbarn waren involviert am ersten und am zweiten Kongokrieg, und es gab auch militärische Auseinandersetzungen zwischen Äthiopien und dessen früherer Provinz Eritrea.

### Regierungsführung

Demokratieindex (0–10); blassblau: über 9,5 (demokratisch), schwarz: unter 2,0 (undemokratisch) (The Economist, 2007)

#### Mangel an Demokratie und Rechtsstaatlichkeit
Die politische Landschaft Afrikas war über Jahrzehnte hinweg von diktatorischen Regierungsformen geprägt, demokratische Ansätze waren in weiten Teilen Afrikas bisher kaum erfolgreich. Trotz einer seit dem Ende des Kalten Krieges feststellbaren Demokratisierung werden auch heute mit wenigen Ausnahmen alle afrikanischen Staaten mehr oder weniger diktatorisch regiert. Die amerikanische Organisation Freedom House stuft in Afrika nur 19 Länder als Demokratien ein, und auch von diesen gelten nur elf als frei.
Ein Mangel an Demokratie und Rechtsstaat ist stets ein Hindernis für wirtschaftliche Entwicklung. Staaten, in denen Privateigentum nicht geschützt wird und für Unternehmer keine oder nur wenig Rechtssicherheit herrscht, sind für Investoren unattraktiv. Die häufigen Staatsstreiche, Bürgerkriege und Unruhen tragen darüber hinaus zur miserablen Situation bei.
Besonders extrem waren die Auswirkungen in Simbabwe. Am Ende der weißen Herrschaft 1979 war Rhodesien einer der am besten entwickelten Staaten Afrikas, die dann folgende jahrzehntelange Misswirtschaft und die „Landreform“ genannte Enteignung der weißen Farmer ab dem Jahr 2000 sorgte bis 2008 für einen völligen Zusammenbruch der Wirtschaft.

#### Misswirtschaft
Einige afrikanische Regierungen haben seit der Unabhängigkeit ihrer Länder eine ineffektive Wirtschaftspolitik betrieben. Hier dienten die Exporteinnahmen vor allem der Bereicherung von Eliten, die dann keinen Grund mehr sahen, die Wirtschaftsstrukturen zu modernisieren. Die Einnahmen wurden und werden dann nicht im eigenen Land investiert, sondern oft ins Ausland transferiert. Wissenschaftler der University of Massachusetts schätzen, dass von 1970 bis 1996 die Kapitalflucht von 30 afrikanischen Ländern südlich der Sahara insgesamt 187 Milliarden US-Dollar betrug, ein Betrag, der deren Auslandsverschuldung überstieg. Die Demokratische Republik Kongo, eines der ärmsten Länder der Welt, galt als das extremste Beispiel hierfür. Mobutu Sese Seko soll während seiner 32-jährigen Herrschaft ein Vermögen von etwa vier Milliarden US-Dollar angehäuft haben, sein Nachfolger Laurent-Désiré Kabila sogar 1,2 Mrd. US-Dollar in einer Amtszeit von nur etwas mehr als zwei Jahren. Eine solche Regierungsführung wird als Kleptokratie bezeichnet.

#### Korruption

Wahrnehmung der Korruption in der Bevölkerung (Stand: 2009)

Korruption ist wie in weiten Teilen der Welt auf allen Ebenen in Politik, Wirtschaft und Gesellschaft, so auch in Afrika verbreitet. Fast alle afrikanischen Länder nehmen auf dem Korruptionswahrnehmungsindex hintere Plätze ein. Die Bandbreite der Korruptionstatbestände ist weit gefächert.
Ein derartiges System, von dem fast nur die Eliten profitieren, verschärft die sozialen Ungleichheiten, erschwert Investitionen und untergräbt das Vertrauen in Staat und Regierung. Die Herausbildung einer Mittelschicht, in allen Industrieländern Stützpfeiler von Staat und Wirtschaft und Voraussetzung für ein stabiles Wirtschaftssystem, wird auf diese Weise ungünstig beeinflusst.
Laut Studien werden jährlich mehr als 50 Milliarden Dollar aus Afrika rechtswidrig ins Ausland abgeschöpft und entgehen den afrikanischen Staaten jährlich mehr als 38 Milliarden Dollar an Steuergelder. Dieses Geflecht von Korruption, Umgehung von Vorschriften, einer Vielzahl krimineller Aktivitäten beziehungsweise rechtswidriger Abschöpfungen von Erträgen funktioniert nur durch eine organisierte Vermögensverschleierung hinsichtlich der Beteiligten. Dazu gibt es eine oft von Steueroasen verwendende international geheim arbeitende Vermögensbewahrungs- und Consultingindustrie. Diese Unternehmen und Offshore-Provider haben den Hauptsitz nicht in Afrika und dienen mit ihren Tätigkeiten nicht dem Zweck der legalen Steueroptimierung oder Wirtschaftsgebarung, sondern der Umgehung von Vorschriften und dem Transfer von Vermögen. Die Mitglieder dieser internationalen Finanzberatungsindustrie schaffen sich durch Benutzung von Steueroasen und Ausnutzung aller möglichen Lücken ihr eigenes Rechtssystem und betreiben zusätzlich unter dem Deckmantel „Wirtschaftsfreundlich“ massive Lobby-Arbeit zur Eröffnung neuer Schlupflöcher und zur Abschaffung von Straftatbeständen beziehungsweise Formvorschriften.

### Krankheiten

Verbreitung von AIDS in Afrika
0–2 %
2–5 %
5–10 %
10–15 %
15–20 %
20–30 %
keine Daten verfügbar
Angabe in Prozent der erwachsenen Bevölkerung (Alter 15 bis 49)

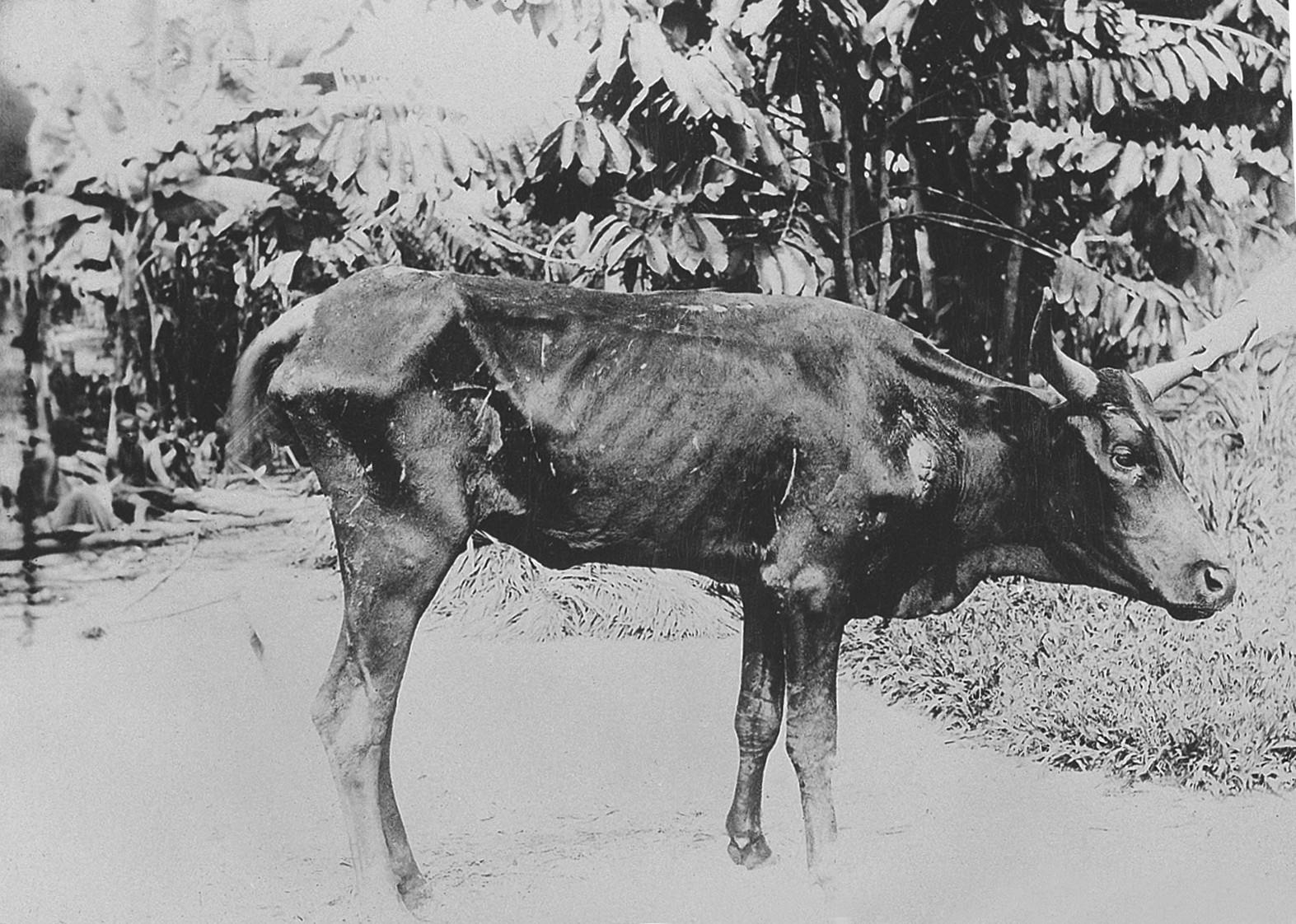
An Trypanosoma vivax erkrankte Rinder sind in ihrer Funktion als Zugtiere und Lieferanten tierischer Produkte stark beeinträchtigt. Ersteres ist aufgrund der geringen Motorisierung Afrikas nachteilig für den Ackerbau und Transport.

Bedingt durch das feucht-heiße Klima stellen Infektionskrankheiten in den inneren Tropen ein größeres Problem dar als in anderen Klimazonen (siehe Tropenkrankheiten). Eine ganze Reihe von Krankheiten, u. a. Malaria und Dengue-Fieber, kommen fast ausschließlich in diesen Gebieten vor. Mangelhafte Hygiene, ein kaum ausgebautes Gesundheitssystem und ein geringes Wissen der Bevölkerung in Gesundheitsfragen verschärfen die Probleme. Im tropischen Afrika verursachen zudem Tsetsefliegen als Krankheitsüberträger große Schäden in der Landwirtschaft.
Ab den 1980er-Jahren wurde AIDS ein immer größeres Problem in Afrika: Zwischen 1981 und 2005 forderte die Krankheit etwa 20 Millionen Todesopfer. AIDS ist zwar in allen afrikanischen Ländern südlich der Sahara ein Problem, besonders schwer ist aber die wirtschaftlich gut entwickelte Region im Süden des Kontinents betroffen, wo 2005 25,8 Millionen Menschen infiziert waren. In manchen Ländern ist mehr als ein Drittel der arbeitsfähigen Bevölkerung betroffen, die Lebenserwartung sank um bis zu zehn Jahre. Bedingt durch die hohe Sterblichkeit in der jüngeren Bevölkerung mangelt es inzwischen vielfach an qualifizierten Arbeitskräften, was gravierende Auswirkungen auf die betroffenen Volkswirtschaften hat. Auch die Behandlungskosten sind für die Gesundheitssysteme der betroffenen Staaten eine erhebliche Belastung. Die Kosten für den Import von Medikamenten konnten in den letzten Jahren durch den Einsatz von Generika gesenkt werden.

### Sprachen

Linguistic diversity index (LDI): Je dunkler die Grünschattierung, desto größer die Sprachenvielfalt

Afrika ist, bezogen auf die Bevölkerungszahl, der sprachenreichste Kontinent: Von den weltweit etwa 6000 beschriebenen Sprachen werden ca. 2000 allein in Afrika gesprochen. Nur in wenigen Ländern herrscht eine einzelne Sprache vor (Beispiel sind Malagasy in Madagaskar, Somali in Somalia und Kinyarwanda in Ruanda). In manchen Ländern wie Nigeria, Kamerun und der Demokratischen Republik Kongo sind bis zu 400 Sprachen verbreitet. Einige Sprachen werden nur von wenigen tausend Personen gesprochen. Die enorme sprachliche Vielfalt erschwert Handel und Kommunikation, so dass sich bereits in vorkolonialer Zeit überregionale Verkehrssprachen (z. B. Swahili in Ostafrika, Bambara und Hausa in Westafrika) herausbildeten, die bis heute gesprochen werden.
Die sprachliche Vielfalt spiegelt sich aber nicht in den Amtssprachen nieder: In diesem Bereich herrschen nach wie vor die Sprachen der Kolonialmächte vor. Nur in wenigen Ländern haben einheimische Sprachen offiziellen Status, und auch dort sind sie meist nur als Zweitsprachen anerkannt. In Politik und Bildung werden dann Sprachen verwendet, die die Masse der Bevölkerung nicht oder nur schlecht beherrscht. Diese Situation verschärft die ohnehin schon große Kluft zwischen den Eliten und dem einfachen Volk.

## Auswirkungen der Massenarmut

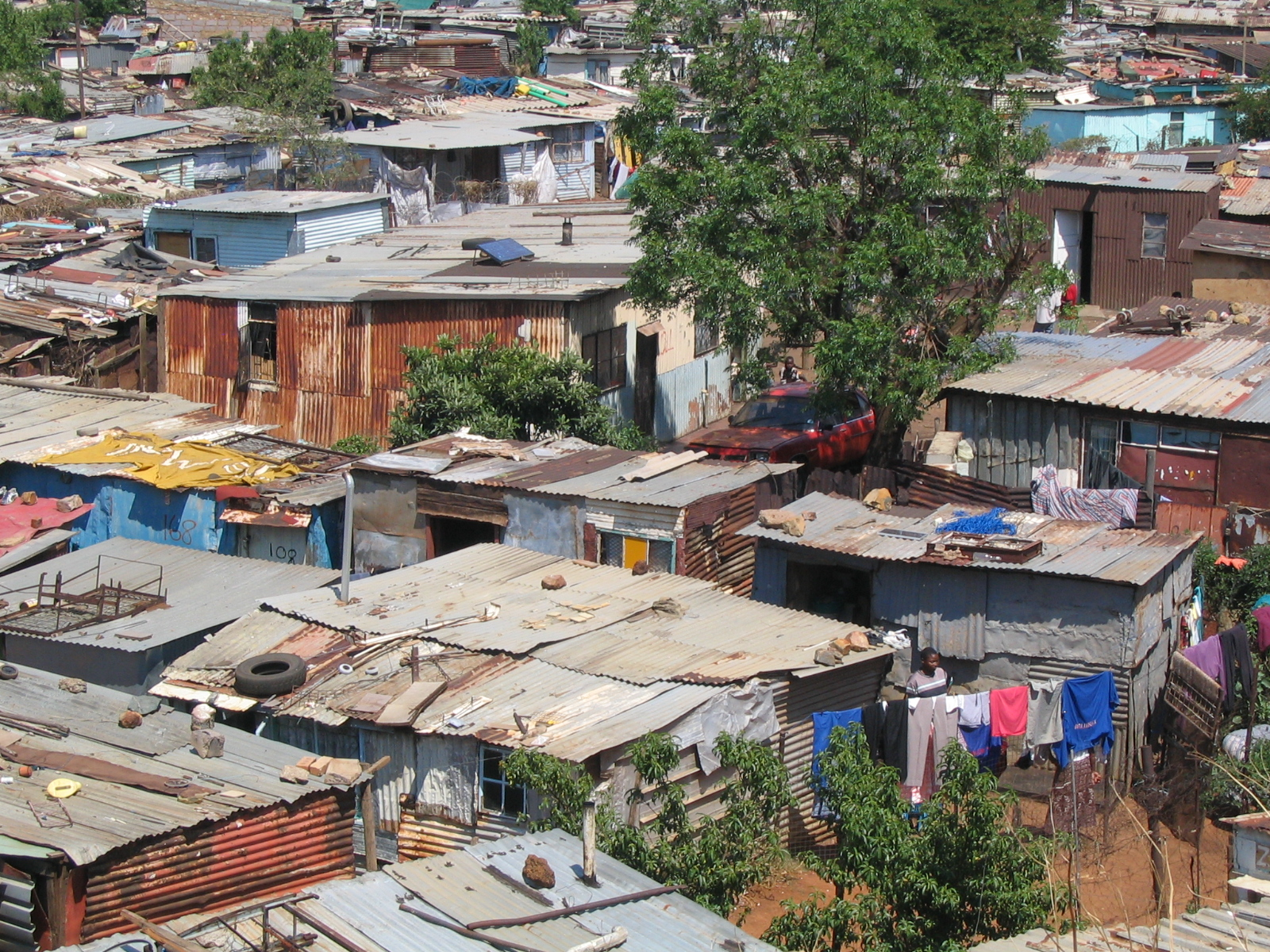
Wellblechsiedlung in Soweto

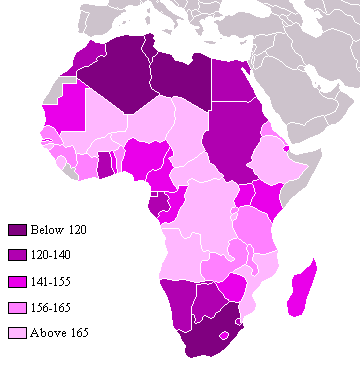
Lebensqualität aufgrund der Einstufung des United Nations Development Programme von 2004. Je geringer der Index, desto höher die Lebensqualität

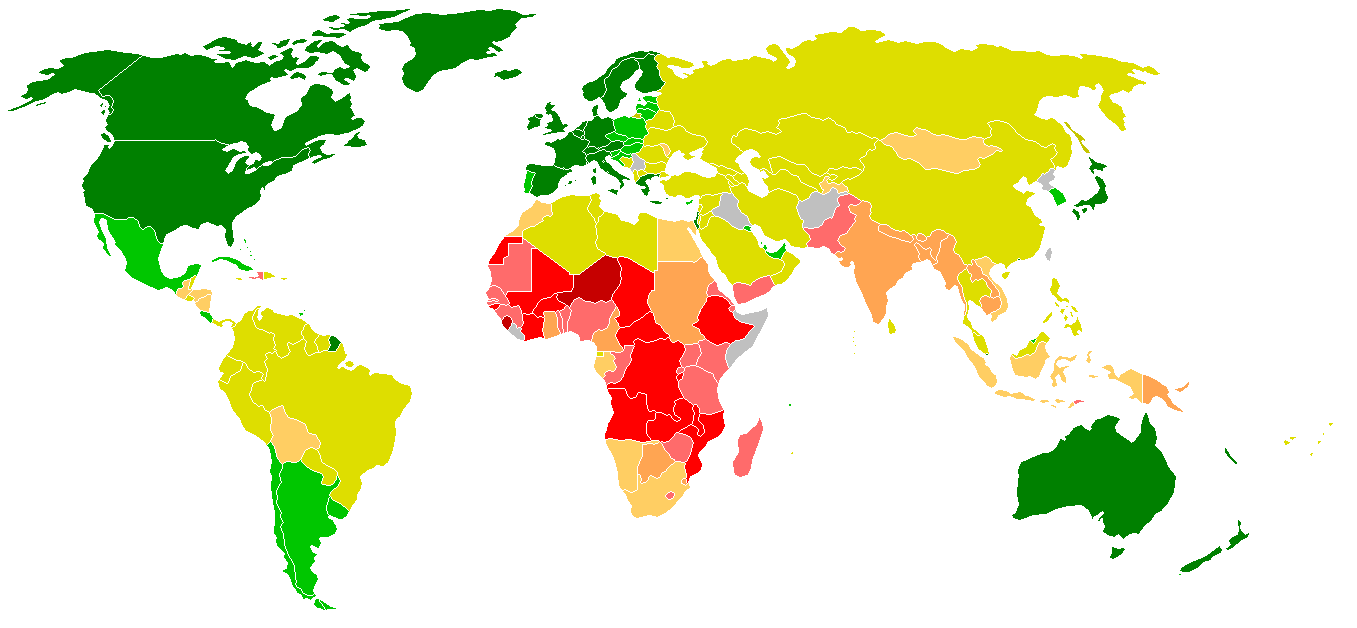
Index der menschlichen Entwicklung für alle Länder nach den Angaben der UNO im Jahr 2004

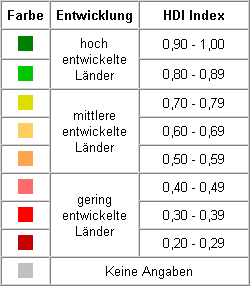
Farbskala für den Index der menschlichen Entwicklung

Ursache und Wirkung der katastrophalen wirtschaftlichen Situation – darunter Krankheiten, Kriege, Misswirtschaft und Korruption – verstärken sich oft gegenseitig.
Das geringe Bruttoinlandsprodukt (BIP) bedingt einen geringen Lebensstandard und eine geringe Lebensqualität in Afrika, die entsprechenden Eliten ausgeschlossen, wenn man von einigen wenigen wohlhabenderen Gegenden wie Südafrika und den Maghreb absieht. Lebensqualität und volkswirtschaftlicher Reichtum müssen jedoch nicht immer korrelieren; Angola z. B. fördert jährlich gigantische Mengen an Diamanten, ist aber nach den Bürgerkriegsjahren immer noch arm. Automobile, Fernseher und selbst Radios sind in vielen Regionen seltene Luxusgüter. Die meisten Afrikaner sind durch eine digitale Kluft von der Nutzung moderner Kommunikationsmittel und dem Internet ausgeschlossen.
Afrikanische Länder sind überproportional im unteren Teil der Rangfolge gemäß dem Index der menschlichen Entwicklung der Vereinten Nationen vertreten. Die Säuglingssterblichkeit ist hoch, während die Lebenserwartung, die Alphabetisierungsrate und das Bildungsniveau erschreckend niedrig sind. Die UNO sieht in Afrika auch die Region, in der die Ungleichheiten höher sind als in anderen Regionen. Die Gebildetsten werden oft auserkoren, Afrika zu verlassen, um im Westen oder dem Persischen Golf ein besseres Leben zu führen.
Besonders tödlich sind die großen Dürreperioden. Verheerende Hungersnöte durchziehen regelmäßig Afrika, besonders aber das Horn von Afrika, unmittelbare Ursache hierfür sind meist Zerrüttungen infolge eines Krieges, mehrjährige Dürren und manchmal auch Heuschreckenplagen.
Von 1990 bis 2002 lag die durchschnittliche Inflation bei über 60 % pro Jahr. Allerdings lagen in dieser Zeit die Inflationsraten in Angola und der Demokratischen Republik Kongo im dreistelligen Bereich. Für die meisten afrikanischen Staaten liegt die Inflation bei 10 % im Jahr.
Die Arbeitslosigkeit ist in Afrika erschreckend hoch und eines der wichtigsten Probleme überhaupt, besonders für die Menschen in den Slums großer Metropolen wie Lagos in Nigeria und Kinshasa in der Demokratischen Republik Kongo.
Diese Umstände haben katastrophale Folgen für die Umwelt. Für Landwirte nahe am Hungertod ist das Schicksal des Regenwaldes auf der Suche nach neuem Ackerland zweitrangig. Auch ist es Verhungernden kaum zu verdenken, wenn diese nicht die Seltenheit bestimmter Tierarten berücksichtigen, wenn sie diese zur Nahrung verarbeiten (siehe Buschfleisch). Allein entlang der Sahelzone hat die Entwaldung und die Überweidung zu einer Desertifikation (Wüstenbildung) geführt, die so groß ist, wie die Sahara nach Süden reicht.
Die illegale Wilderei von seltenen und auch geschützten Tierarten, der Abbau von Tropenhölzern und das Abschlachten von Elefanten zum Elfenbeinhandel ist nicht selten die einzige Einnahmequelle der Verarmten. Die lokalen Regierungen haben, wenn sie überhaupt an der Bekämpfung dieser Verbrechen interessiert sind, zu wenig Geld um ihre Umwelt zu schützen.
| Jahr | Anteil in extremer Armut |
| ---- | ------------------------ |
| 1990 | 54,7 %                   |
| 1993 | 59,7 %                   |
| 1996 | 58,9 %                   |
| 1999 | 58,3 %                   |
| 2002 | 55,3 %                   |
| 2005 | 50,8 %                   |
| 2008 | 48,0 %                   |
| 2011 | 43,9 %                   |
| 2013 | 42,7 %                   |
| 2015 | 41,4 %                   |

## Versuche zur Wirtschaftsförderung
Die relative wirtschaftliche Erfolglosigkeit Afrikas ist seit langem eine wichtige Frage, sowohl innerhalb als auch außerhalb Afrikas. Zwar gab es viele Versuche, diesen Zustand zu verändern, aber nur die wenigsten davon hatten auch nur ansatzweise Erfolg.
Im Februar 2022 billigte die Europäische Union ein Investitionspaket über 150 Milliarden Euro (davon sind die Hälfte Kredite) für Afrika.

### Sozialismus
In den ersten Jahren ihrer Unabhängigkeit konnten viele afrikanische Nationen die rasante Industrialisierung der Sowjetunion und Chinas unter den kommunistischen Ideologien wahrnehmen. Dies führte zu planwirtschaftlichen Wirtschaftsstrukturen und großen Investitionen in der Schwerindustrie wie der Produktion von Kohle und Stahl, in der Absicht, das Wirtschaftswachstum zu stimulieren. Aber diese planwirtschaftlichen Maßnahmen hatten nur geringen Erfolg. Nur eine Handvoll Staaten übernahmen den Sozialismus formal und noch weniger verschworen sich dem Marxismus. Jeder staatliche Eingriff in das Wirtschaftsleben wurde als Voraussetzung für wirtschaftliches Wachstum erachtet. Insbesondere auch deshalb, weil private Investoren höchst ungern in diesen Regionen tätig waren.
Für viele afrikanische Regierungen war es üblich, so viel Geld wie möglich vom Ausland aufzunehmen und dieses zum Aufbau ihrer eigenen Wirtschaft zu nutzen, bis sie es schaffen, aus eigener Kraft ihre Schulden zurückzahlen zu können. Vereinzelt konnte so auch nach der Unabhängigkeit Wirtschaftswachstum erzielt werden. Jedoch wurde das Wirtschaftswachstum so ausgelegt, dass damit vorrangig Exporte zur Begleichung der aufgenommenen Kredite stattfinden. Die Ölkrise von 1973 traf Subsahara-Afrika schwerer als andere Länder Afrikas. Obgleich Afrika auch einige ölexportierende Länder hat, waren doch die meisten hochgradig auf die importierten Petroprodukte angewiesen. Die betroffenen Wirtschaften kamen ins Stocken und verursachten Hungersnöte in den 1980er Jahren. Der Zusammenbruch der Sowjetunion, welche durchweg die sozialistischen Experimente unterstützt hatte, untergrub die Legitimation für weitere planwirtschaftliche Wirtschaftsformen.

#### Afrikanischer Sozialismus
Eine besondere Eigenart des Sozialismus in Afrika war der sogenannte afrikanische Sozialismus. In ihm verkörperte sich der Glaube, dass die wirtschaftlichen Ressourcen in einer „traditionell“ afrikanischen Art, verglichen mit dem Sozialismus, genutzt werden könnten. Viele afrikanische Politiker zwischen 1950 und 1960 glaubten an den afrikanischen Sozialismus trotz einer breiten Auslegung dessen, was der afrikanische Sozialismus eigentlich sein sollte.
Nach ihrer Unabhängigkeit während der 1960er konnten die neuen afrikanischen Regime nur schwer einen großen Sieg gegenüber den Europäern herausstellen, wenn ihre Wirtschaftspolitik in großen Teilen der europäischen glich. Besonders der Kapitalismus, der von allen imperialen Nationen gepflegt wurde, war sehr unpopulär. Der Sozialismus hingegen erschien als ideales Mittel, um mit dieser imperialen Tradition brechen zu können.
Die Anhänger des afrikanischen Sozialismus behaupteten, ihr Sozialismus sei nicht das Gegenteil des Kapitalismus oder eine Antwort auf diesen, sondern etwas vollständig anderes. Die Nationalisten hingegen beanspruchten, dass ihr Sozialismus vollkommen afrikanisch sei. Er entspreche der afrikanischen Identität, die etwas Stärkeres sei als der Anti-Kapitalismus. Kurzum: der afrikanische Sozialismus sei bloß eine Wiederbelebung des Geistes von etwas, das afrikanisch war.
Für die Richtigkeit des afrikanischen Sozialismus wurden verschiedene Rechtfertigungen verwendet. Einige glaubten, dass Afrika einfach zu unterentwickelt sei, um mit den entwickelten Wirtschaften mithalten zu können. Andere appellierten an ein Zusammenhaltsgefühl, das eben nicht durch ein wettbewerbsorientiertes System hervorgebracht werden kann. Andere glaubten aber auch, dass das Wirtschaftswachstum in Afrika geplant werden könne und so die Verschwendung von knappen Ressourcen verhindert werden könnten, oder aber dass so Klassenkämpfe vermieden werden könnten.

### Liberalismus
Da die sozialistischen Experimente wenig erfolgreich waren, sah man in den 1980ern die Lösung der wirtschaftlichen Probleme im freien Markt, so wie er 1990 im Washington Consensus beschrieben wurde. Vierzig südafrikanische Nationen stimmten 1990 dem Plan des Internationalen Währungsfonds (IWF) zur rigorosen Umstrukturierung der Wirtschaft zu. Die Empfehlungen des IWF sahen eine Kürzung der Währungen um 50 % vor, den Verkauf der staatlichen Industrien und die Streichung öffentlicher Unterstützungen.
Nach 20 Jahren waren diese Maßnahmen genauso wenig erfolgreich wie die zuvor durchgeführten sozialistischen Experimente. Das jährliche durchschnittliche Wirtschaftswachstum nahm lediglich von 2,3 % auf 2,8 % zu. Nur eine Handvoll afrikanischer Staaten erreichen ein höheres Wohlstandsniveau, aber viele wurden ärmer durch diese Wirtschaftspolitik.
Weshalb diese Politik fehlschlug, ist bis heute umstritten. Einige gingen davon aus, dass diese rein wirtschaftlichen Maßnahmen ohne Demokratisierung ohne gesetzlichen Rahmen nicht funktionieren können. Andere hingegen sahen den Washington Consensus als grundsätzlich fehlerhaft an. Wiederum andere sahen die mangelhafte Liberalisierung als Problem. Ferner ist darauf hingewiesen worden, dass während die hochentwickelten Handelsnationen auf die Öffnung des afrikanischen Marktes und die Streichung von staatlichen Zuschüssen bestanden haben, diese nur einseitig durchgeführt worden sind. So erfolgte insbesondere für afrikanische Agrarprodukte keinerlei Öffnung in die Märkte der höherentwickelten Handelsnationen. In den WTO Verhandlungen forderten die afrikanischen Führer regelmäßig die Abschaffung der staatlichen Fördermittel und die Öffnung der Märkte für afrikanische Produkte. Dabei wurde argumentiert, dass die Abschaffung der staatlichen Fördermittel folgende heilsame Effekte für die Entwicklung der Welt und Afrikas hätte:
- Die entwickelten Nationen würden weniger Nahrung produzieren und müssten so mehr aus anderen Ländern importieren, was deren Wirtschaften ankurbeln würde
- Ohne künstliche Stützung würden die Nahrungsmittelpreise steigen und somit könnte Gewinn aus dem Handel mit den entwickelten Nationen entstehen
- Die entwickelten Volkswirtschaften könnten eine ausgeglichenere Landwirtschaftspolitik betreiben und Nahrungsmittel für den Export produzieren. Aus dem so entstehenden Zuwachs könne man sich besser vor Hungersnöten wappnen.

### Autarkie
Mit wirtschaftlicher Autarkie, wie sie von Anhängern der Dependenztheorie vertreten wird, haben einige afrikanische Staaten einige begrenzte Versuche unternommen. In den 1980ern verbot Nigeria den Import von Nahrungsmitteln, um die heimische Produktion anzukurbeln. Mit dem Lagos Plan of Action von 1982 wurde ganz Afrika aufgerufen, den Import aus dem Rest der Welt zu stoppen. Aber nur wenige Länder setzten diese Idee auch um, und selbst Nigeria stimmte der Liberalisierung gelegentlich zu.
Den vielversprechendsten Versuch der Autarkie unternahm Malawi unter seinem ersten Präsidenten Hastings Kamuzu Banda, der aus der Einsicht, dass sein Land keine Rohstoffe habe, den Schluss zog, dass er den Staat auf Kleinbauern gründen müsse. Mit der landwirtschaftlichen Organisation ADMARC schuf er eine logistische und ökonomische Infrastruktur im Lande, die seinen Bürgern den Zugang zu Märkten und berechenbaren Einkommen schuf. Diese Politik begann zu scheitern, als die Weltbank Mitte der 1980er Jahre zunehmend den Anbau von Exportprodukten (Cash Crops) erzwang, und büßte endgültig jede Tragfähigkeit ein, als Ende der 1990er Jahre unter seinem Nachfolger eine ganze Jahresernte aus den Silos verschwand.

### Ausländische Hilfe
Seit der Unabhängigkeit gibt es einen konstanten Zufluss an Entwicklungshilfe nach Afrika. In vielen Fällen wurden diese Gelder jedoch von skrupellosen Anführern unterschlagen. Während des Kalten Krieges war Entwicklungshilfe ein probates Mittel, sich die Loyalität der jeweils Herrschenden zu erkaufen, weshalb man großzügig über die entsprechenden Unterschlagungen hinwegschaute. Viele behaupten jedoch, dass diese Mittel nicht gestohlen wurden, sondern nur einfach falsch adressiert worden waren. Nach dem Ende des Kalten Krieges haben die meisten entwickelten Länder ihre Zuwendungen gekürzt. Über viele Jahrzehnte hinweg glaubte man, die Entwicklung durch staatliche Großprojekte vorantreiben zu können. Heutzutage herrscht jedoch die Auffassung, dass kleine Projekte die lokalen Wirtschaften besser entwickeln.
Ein viel kritisiertes Beispiel für ausländische Entwicklungshilfe ist die Lieferung von Nahrungsmitteln. In manchen Kreisen wird geglaubt, dass Nahrungsmittelhilfe die Probleme nicht wirklich löst, sondern vielmehr die Abhängigkeit von außen verfestigt und die einheimische Landwirtschaft und Industrie schädigt. Mit Nahrungsmittellieferungen lokale Nahrungsmittelengpässe bekämpfen zu wollen, ist in aller Regel kontraproduktiv. Wie der Nobelpreisträger für Wirtschaftswissenschaften, Amartya Sen, gezeigt hat, entstehen Hungersnöte häufiger durch einen Rückgang an Nachfragemacht oder anderen Anrechten auf Nahrung (food entitlement decline) und seltener durch einen Angebotsrückgang (food availability decline). Wenn in solchen Situationen Nahrungsmittel geliefert werden – im Gegensatz zu finanziellen Zuwendungen – hat dies den Effekt, dass die lokale Nahrungsmittelproduktion zusammenbricht. Nahrungsmittellieferungen dienen nicht zuletzt auch den Lieferanten, die auf diese Weise ihre Überschüsse abbauen können und damit jedes Interesse haben, die Lieferungen fortzusetzen.
Siehe auch: Beispiel Afrika

### Schuldenerlass
In jüngerer Zeit gibt es Fürsprecher, die sich für einen Schuldenerlass aussprechen. Jedes Jahr überweist Afrika mehr Geld in die Industrieländer, um seine Schulden zu begleichen, als es Entwicklungshilfe aus diesen Ländern bekommt. Schuldenerlass ist kein Allheilmittel, aber viele glauben, dass die Befreiung von dieser Last den Volkswirtschaften Afrikas helfen könnte zu wachsen und zu prosperieren. Allerdings gibt es auch eine Reihe von Argumenten gegen einen vollen und bedingungslosen Schuldenerlass.
Eines dieser Argumente ist, dass dieser Schuldenerlass die Nationen bestraft, die mit ihrem geborgten Mitteln gut gewirtschaftet haben und deshalb keinen Schuldenerlass brauchen. Ein weiteres Argument ist, dass eine bedingungslose Schuldenbefreiung die betroffenen Nationen natürlich nicht automatisch dazu bewegt, mehr in ihre sozialen Programme und Dienstleistungen zu investieren.
Und letzten Endes wurde argumentiert, ein Schuldenerlass würde die Aufnahme weiterer Kredite erschweren. Da die Auslandsschulden Zahlungen aus Afrika heraus in einer Größenordnung verursachen, die in ungefähr mit der Höhe der Entwicklungshilfe übereinstimmt, behaupten einige, dass mit einem Schuldenerlass die Entwicklungshilfe zu 90 % eingestellt werden würde.

### Zwischenstaatliche Kooperation
Der Ansatz der Kooperation geht bis in die Unabhängigkeitszeit der ersten afrikanischen Staaten zurück und war von wechselhaften Ergebnissen begleitet. Es bestehen verschiedene zwischenstaatliche Organisationen, in deren Rahmen regionale Probleme angegangen werden sollen (CILSS, IGAD) und die regionale wirtschaftliche Integration mit Freihandelszonen, Zoll- und Währungsunionen vorangetrieben werden soll.
Einige solche Organisationen zu wirtschaftlichen Zwecken sind:
- Gemeinsamer Markt für das Östliche und Südliche Afrika (COMESA)
- Gemeinschaft der Sahel-Saharanischen Staaten (CEN-SAD)
- Neue Partnerschaft für Afrikas Entwicklung (NEPAD)
- Ostafrikanische Gemeinschaft (EAC)
- Südafrikanische Entwicklungsgemeinschaft (SADC)
- Westafrikanische Wirtschaftsgemeinschaft (ECOWAS)
- Westafrikanische Wirtschafts- und Währungsunion
- Zentralafrikanische Wirtschafts- und Währungsgemeinschaft

Ein Problem dieser Ansätze ist, dass sich die regionalen Wirtschaftsorganisationen vielfach überschneiden und auch konkurrenzieren. So engagieren sich Kenia und Uganda nur mehr wenig in der IGAD, da sie sich auf die Ostafrikanische Gemeinschaft konzentrieren, und Tansania trat 2000 aus der COMESA aus, da es bereits zu SADC und EAC gehört.

## Afrikanische Währungen

Länder die den CFA-Franc nutzen. Grün: UEMOA, Rot: CEMAC.

Afrika hat zwei Währungsunionen, die UEMOA und die CEMAC. Beide nutzen den CFA-Franc als gemeinsame Währung.
Die nachfolgende Tabelle umfasst die Währungen aller afrikanischen Staaten.
| Land                                    | Währung                           | ISO 4217-Code |
| --------------------------------------- | --------------------------------- | ------------- |
| Ägypten                                 | Ägyptisches Pfund                 | EGP           |
| Algerien                                | Algerischer Dinar (Abk.: DA)      | DZD           |
| Angola                                  | Kwanza (Abk.: Kz)                 | AOA           |
| Äquatorialguinea                        | CFA-Franc                         | XAF           |
| Äthiopien                               | Birr (Abk.: Br)                   | ETB           |
| Benin                                   | CFA-Franc                         | XAF           |
| Botswana                                | Pula                              | BWP           |
| Burkina Faso                            | CFA-Franc                         | XAF           |
| Burundi                                 | Burundi-Franc                     | BIF           |
| Cabo Verde                              | Kap-Verde-Escudo                  | CVE           |
| Côte d’Ivoire                           | CFA-Franc                         | XAF           |
| Demokratische Arabische Republik Sahara | Marokkanischer Dirham             | MAD           |
| Dschibuti                               | Dschibuti-Franc                   | DJF           |
| Eritrea                                 | Nakfa (Abk.: Nfa)                 | ERN           |
| Eswatini                                | Lilangeni                         | SZL           |
| Gabun                                   | CFA-Franc                         | XAF           |
| Gambia                                  | Dalasi                            | XAF           |
| Ghana                                   | Cedi                              | XAF           |
| Guinea                                  | Franc Guinéen                     | GNF           |
| Guinea-Bissau                           | CFA-Franc                         | XAF           |
| Kamerun                                 | CFA-Franc                         | XAF           |
| Kenia                                   | Kenia-Schilling                   | KES           |
| Komoren                                 | Komoren-Franc                     | KMF           |
| Republik Kongo                          | CFA-Franc                         | XAF           |
| Demokratische Republik Kongo            | Kongo-Franc (Abk.: F, FC)         | CDF           |
| Lesotho                                 | Loti                              | LSL           |
| Liberia                                 | Liberianischer Dollar             | LRD           |
| Libyen                                  | Libyscher Dinar                   | LYD           |
| Madagaskar                              | Ariary                            | MGA           |
| Mali                                    | CFA-Franc                         | XAF           |
| Malawi                                  | Malawi-Kwacha                     | ZMK           |
| Marokko                                 | Marokkanischer Dirham             | MAD           |
| Mauretanien                             | Ouguiya                           | MRO           |
| Mauritius                               | Mauritius-Rupie                   | MUR           |
| Mosambik                                | Metical                           | MZM           |
| Namibia                                 | Namibia-Dollar                    | NAD           |
| Niger                                   | CFA-Franc                         | XAF           |
| Nigeria                                 | Naira                             | NGN           |
| Ruanda                                  | Ruanda-Franc                      | RWF           |
| Sambia                                  | Kwacha                            | ZMK           |
| São Tomé und Príncipe                   | Dobra (Abk.: Db)                  | STN           |
| Senegal                                 | CFA-Franc                         | XAF           |
| Seychellen                              | Seychellen-Rupie                  | SCR           |
| Sierra Leone                            | Leone                             | SLL           |
| Simbabwe                                | Simbabwe-Dollar                   | ZWD           |
| Somalia                                 | Somalia-Schilling                 | SOS           |
| Südafrika                               | Rand                              | ZAR           |
| Sudan                                   | Sudanesisches Pfund               | SDG           |
| Tansania                                | Tansania-Schilling                | TZS           |
| Togo                                    | CFA-Franc                         | XAF           |
| Tunesien                                | Tunesischer Dinar                 | TND           |
| Tschad                                  | CFA-Franc                         | XAF           |
| Uganda                                  | Uganda-Schilling (Abk.: Ush, UGS) | UGX           |
| Zentralafrikanische Republik            | CFA-Franc                         | XAF           |

Siehe auch: Liste historischer Währungen in Afrika.